# Велики Ајдахо
Велики Ајдахо представља конзервативни покрет и напор у Сједињеним Америчким Државама да се окрузи источно од Орегонских каскада отцепе од државе Орегон и припоје Ајдаху. Уколико гласачи идеју одобре локалним путем преко гласачких листића, биће потребно и одобрење од законодавних тела Орегона и Ајдаха, као и од савезног Конгреса.
До јула 2024. године, тринаест округа у Орегону је одобрило гласачке мере у корист Великог Ајдаха: Бејкер, Крук, Грант, Харни, Џеферсон, Кламат, Лејк, Малхер, Мороу, Шерман, Унион, Валова и Вилер.

## Позадина
Источни Орегон је релативно руралан и конзервативан, у поређењу са доста насељенијим и политички либералнијим западним Орегоном. Уједно, западне урбане области имају већину у законодавној скупштини Орегона. Ајдахо је углавном конзервативан у поређењу са Орегоном, што мотивише неке конзервативце у источном Орегону да подрже померање граница. Гувернерка Орегона Тина Котек признала је покрет 2023. године рекавши: „Мислим да има много Орегонаца који су фрустрирани и не осећају да их неко слуша. Мислим да је то оно о чему се ради у покрету“.
Према члану 4, одељка 3 Устава САД:
Нове државе могу бити примљене од стране Конгреса у Унију; али се у оквиру надлежности било које друге државе неће формирати нити оснивати нове државе; нити се било која држава формира спајањем две или више држава, или делова држава, без сагласности законодавних тела дотичних држава и Конгреса.
Бројни државни закони драматично се разликују у Орегону и Ајдаху. Приступ питању абортуса је потпуно другачији: Ајдахо забрањује скоро све абортусе, док Орегон не намеће никаква законска ограничења. Пореска политика је такође другачија, јер Ајдахо наплаћује порез на промет од 6%, док Орегон не намеће државни порез на промет. Минимална плата се такође разликује између две државе. Орегон је легализовао рекреативну употребу марихуане, док Ајдахо још увек криминализује и њено поседовање. Законодавно тело државе Ајдахо противи се порасту броја продавница марихуане у источном Орегону, јер у њих иду и купцима Бојса; померањем границе западније повећало би удаљило и продајна места.

## Историја
Током 2020. године, група под називом „Померите границу Орегона за већи Ајдахо“ предложила је да се већи број округа Орегона и неки делови северне Калифорније припоје Ајдаху. Током 2021. године, пет округа у источном Орегону гласало је да „захтева од званичника округа да предузму кораке ка развоју“, придружујући округе Ајдаху. До маја 2024. године, тринаест округа у Орегону је одобрило одржавање референдума у корист Великог Ајдаха: Бејкер, Крук, Грант, Харни, Џеферсон, Кламат, Лејк, Малхер, Мороу, Шерман, Унион, Валова и Вилер.
У мају 2022. гласачи у окрузима Даглас и Џозефин одбили су предлоге за придруживање, што је довело до тога да предлагачи смање обим предлога и представе „мање амбициозну“ мапу која искључује Јужни Орегон западно од округа Кламат. Смањени обим обухвата само источну територију Орегона, осим малих делова округа Дешутс и Воско. Најновија мапа укључује само једну трећину првобитно циљаних подручја. Већина преосталих становника живи у округу Јуматила, који је дом Хермистона и Пендлетона, два највећа града у региону.
У фебруару 2023. године, Комитет за државне послове Представничког дома Ајдаха одобрио је резолуцију којом се овлашћује законодавно тело да расправља о померању државне границе са посланицима Орегона. Ово је накнадно усвојио и Представнички дом Ајдаха. Сличан закон је уведен у Сенат државе Орегон ; Председник Сената Роб Вагнер изјавио је да је мало вероватно да ће предлог закона напредовати на седници 2023. године. У мају 2023. округ Валова је одобрио референдум по питању Великог Ајдаха.
Током фебруара 2024, окрузи Гилијам и округ Јуматила одлучили су да понове размотре концепт питања на гласачким листићима. 
Округ Крук је 21. маја 2024. гласао за Меру 7-86, превенши суду округа Крук да гласачи подржавају наставак развоја питања у вези са измештањем границе Орегон-Ајдахо како би се округ Крук припојио Ајдаху. Ово га чини 13. округом у Орегону који је усвојио сличну меру, што је довело до тога да је већина округа на предложеној мапи Великог Ајдаха гласала за. У истом изборном циклусу, Денис Линтициум, сенатор државе Орегон који је представио нацрт закона из 2023. у законодавној скупштини Орегона, постао је републикански кандидат за државног секретара Орегона.